# 食物安全五要點
食物安全五要點（英文：Five keys to safer food manual）是世界衞生組織提倡的有关食品安全的要注意的五個要点。
包括了保持清潔（keep clean），生熟分開（separate raw and cooked），煮熟食物（cook thoroughly），安全溫度（keep food at safe temperatures），和精明選擇（use safe water and raw materials）。

## 背景
食品安全一直是人类所面临的健康问题，据2007年的估计，每年有180万人因腹泻性疫病死亡。世界衞生組織认为需对食品生产经营者进行食品安全责任教育。二十世纪九十年代世界衞生制定了《食物安全备制十大黄金规则》。但成效不大，于是世界衞生組織于2001年推出了《食物安全五要點》宣传海报，以更简单，易明的方式描写《食物安全备制十大黄金规则》的内容。